# Шебанцевская волость
Шебанцевская волость — административно-территориальная единица в составе Подольского уезда Московской губернии Российской империи и РСФСР. Центром волости было село Шебанцево (ныне в черте г. Домодедово Московской области). После упразднения в 1929 году территория волости была распределена между Подольским районом Московского округа и Михневским районом Серпуховского округа Московской области.

## Население
По данным на 1890 год в волости проживало 6867 человек, а к 1926 году — 7851 человек.